# ファルケ (ラグビー)
ファルケ（アフリカーンス語: Valke）またはファルコンズ（英: Falcons）は、南アフリカ共和国のハウテン州ケンプトンパークを拠点とするラグビーユニオンチーム。カリーカップに所属。

## 概要
南アフリカに14あるラグビーユニオン地域協会の1つ、ファルケ（Valke）協会の代表チーム。
ファルケ協会はエクルレニ都市圏およびハウテン州南東部地域を管轄している。ファルケはアフリカーンス語で「ファルコンズ」の意味（ハヤブサの複数形）。
チーム名は、アフリカーンス語の「ファルケ」と英語の「ファルコンズ」が併用されている。

## 歴史
1947年、イースタン・トランスヴァール（東トランスヴァール協会）として創設。
1972年、カリーカップ準優勝（決勝でトランスヴァールに19-25で敗戦）。
1997年、ハウテン・ファルコンズ（Gauteng Falcons）に改称。
1998年、ファルケ（またはファルコンズ）に改称。
2006年、かつてカリーカップに次ぐ大会であったボーダコムカップ（1998年から2015年まで開催）を制した。

## タイトル
2022年7月現在
- ボーダコムカップ[注 1]
  - 優勝 1回：2006

## 歴代所属選手
- クリュザンダー・ボタ
- ラッセル・ヴァンワイク
- ルカニョ・アム
- ダリル・デラハルペ
- クリントン・スワート
- リアン・フィルヨーン

## マレーシア・ファルケ
2019年、ファルケはマレーシアラグビー協会と提携してマレーシア・ファルケ（Malaysia Valke）を立ち上げ、グローバル・ラピッド・ラグビーに参戦した。しかし2020年のシーズン開幕直後にCOVID-19パンデミックの影響でシーズン打ち切りとなり、チームは解散した。結局2シーズンで計2試合を戦ったのみであった（相手はともにオーストラリアのウェスタン・フォースで、結果は0勝2敗）。